# Малтабар Леонід Маркович
Леоні́д Ма́ркович Малтаба́р (1 червня 1925, Великий Янисоль — 19 березня 2014) — радянський вчений в галузі виноградарства. Доктор сільськогосподарських наук з 1971 року, професор з 1972 року, академік Міжнародної академії виноградарства і виноробства з 1998 року.

## Біографія
Народився 1 червня 1925 року в селищі Великий Янисоль (тепер Велика Новосілка Донецької області). 1947 року з відзнакою закінчив агрономічний факультет Краснодарського інституту харчової промисловості, здобувши спеціальність агронома виноградаря — винороба вищої кваліфікації. Член ВКП(б) з 1949 року.
Після отримання вищої освіти, за розподілом направлений на роботу науковим співробітником в Кишинівську філію Всесоюзного науково-дослідного інституту виноградарства і виноробства «Магарач», де працював з вченими: професором Я. І. Принцом, М. П. Бузіним, В. В. Зотовим, О. Г. Мішуренко і іншими. Спочатку під керівництвом професора Я. І. Принца займався питаннями боротьби з філоксерою хімічними методами, потім за порадою М. П. Бузіна і С. О. Мельника почав дослідження з розробки технології вирощування живців на маточниках підщепних філоксеростійких лоз, поєднуючи наукову роботу з викладацькою в Кишинівському училищі виноробства і виноградарства, а також брав участь в організації приміських колгоспів.
У 1950 році, за рекомендацією Ленінського райкому КПРС Кишинева, вступив до аспірантури в Молдавську філію АН СРСР, яку закінчив 1953 року, захистивши кандидатську дисертацію в Одеському сільськогосподарському інституті на тему «Вплив систем ведення та формування кущів на маточниках підщепних філоксеростійких лоз на вихід і якість живців». З 1954 року науковий співробітник в Молдавському науково-дослідному інституті виноградарства і виноробства, а у 1956—1961 роках року — завідувач відділу агротехніки винограду. З початку 1961 року до червня 1965 року — перший заступник міністра сільського господарства Молдавської РСР.
1965 року очолив новостворений науковий відділ з розсадництва при Молдавському науково-дослідному інституті виноградарства і виноробства. В лютому 1971 року в Молдавській АН захистив докторську дисертацію на тему «Наукові основи технології виробництва щепленого виноградного посадкового матеріалу». До цього часу їм була створена наукова школа і підготовлено 7 кандидатів сільськогосподарських наук, а також написана монографія обсягом 16,5 листів «Виробництво щеплених саджанців винограду», за що йому в 1972 році присвоєно вчене звання професор і був нагороджений орденом Трудового Червоного Прапора.
З 1973 по вересень 1996 року — завідувач кафедри виноградарства Кубанського сільськогосподарського інституту.
Помер 19 березня 2014 року.

## Наукова і громадська діяльність
Вченим вивчені біологічно закономірності ризо- і каллусогенеза у живців і щеплень винограду, розроблені і впроваджені наукові основи інтенсивної технології виробництва винограду і виноградного посадкового матеріалу. Брав участь у створенні нового типу навчальних закладів (радгоспів-технікумів) в Молдавській РСР.
Видав 2 підручники з виноградарства (у співавторстві), 5 навчальних посібників, 6 монографій (3 з них у співавторстві), 9 рекомендацій, опублікував понад 400 науково-педагогічних робіт, отримав 14 авторських свідоцтв і 15 патентів на винаходи. Був членом редколегії капітальної 3-томної праці «Енциклопедія виноградарства», для якої він написав 40 статей. Серед робіт:
- Виноградарство Молдавии. — К., 1968 (у співавторстві);
- Производство привитых виноградных саженцев в Молдавии. — К., 1971;
- Технология производства привитого виноградного посадочного материала. — Краснодар, 1981—1983. — Ч. 1—2.

Брав активну участь і виступав з доповідями на міжнародних симпозіумах, конференціях і семінарах. Зокрема був:
- генеральним доповідачем від СРСР на 52-й генеральній асамблеї Міжнародної організації винограду і вина в Будапешті (1970);
- керівником радянських сільськогосподарських делегацій в Західній Німеччині (1961) і в Угорщині (1972);
- доповідачем на симпозіумах з виноградарству у Франції (1972; 1998), в Італії (1999);
- керівником молдавської делегації на міжнародному конгресі Міжнародної організації виноградарства і виноробства в Тбілісі (1962);
- доповідачем від СРСР на міжнародному симпозіумі з розсадництва в Болгарії (1989);

Брав участь в роботі 72-ї Генеральної асамблеї міжнародної організації винограду і вина в Ялті (1990), виступав на міжнародній конференції з доповіддю в Кишиневі (1998), а також на міжнародній конференції «Садівництво і виноградарство XXI століття» в Краснодарі (1999). Багаторазово був на всесоюзних і республіканських нарадах, конференціях, симпозіумах, семінарах: Росії, України, Молдови, Грузії, Вірменії, Азербайджану, Узбекистану.
Багато років перебував у складі редколегії журналів «Виноград і вино Росії», «Садівництво, виноградарство і виноробство Молдавії». Був членом НТС МСГ МРСР, МСГ СРСР, МСГ РРФСР, Держкомвинпрому РРФСР. Був членом вченої ради Кубанського державного аграрного університету, заступником голови вченої ради факультету плодоовочівництва і виноградарства, членом бюро секції виноградарства Російської сільгоспакадемії і Ради по біоаграрним технологіям АТН Росії, членом двох рад з присвоєння наукових ступенів. Брав активну участь в атестації наукових кадрів, більше 50 разів виступав офіційним опонентом докторських і кандидатських дисертацій, був багаторазовим автором відгуків та рецензій на книги, підручники, праці, статті, рекомендації.

## Відзнаки
- Премії:
  - Державна премія Росії (за розробку і впровадження технології прищепленої культури винограду в Росії);
  - Премія уряду Росії (за розробку і впровадження екологоадаптивної системи виноградарства);
  - дві премії адміністрації Краснодарського краю (за успіхи в науковій діяльності, підготовку науково-педагогічних кадрів вищої кваліфікації і значний внесок у соціально-економічний розвиток Росії і краю);
- Грамота Президії Верховної Ради РРФСР з присвоєнням почесного звання «Заслужений діяч науки РРФСР» (1988)[2].
- Нагороджений орденом Трудового Червоного Прапора, орденом «Знак Пошани»;
- 13 медалей ВСХВ і ВДНГ, в тому числі 4 золоті[1].

## Вшанування пам'яті
2015 року в селищі Сінний Темрюцького району Краснодарського краю, біля будівлі агрофірми «Фанагорія» в розвиток якої вчений зробив великий внесок, встановлено його гранітне погруддя. Скульптор Микола Бартусенков.